# Antoni Kryszka
Antoni Kryszka (ur. 1818 w Radomiu, zm. 7 grudnia 1912 w Warszawie) – polski lekarz i farmakolog, profesor Cesarskiego Uniwersytetu Warszawskiego.
Studiował medycynę w Krakowie, Wilnie i Tartu, gdzie w 1843 zdobył tytuł lekarza, a następnie w 1849 obronił doktorat. W latach (1852–1880) był lekarzem szpitala św. Rocha w Warszawie. Od 1868 był profesorem warszawskiej Akademii Medyko-Chirurgicznej, wykładowcą materii lekarskiej wydziału lekarskiego Szkoły Głównej Warszawskiej, gdzie wykładał fizjologię, potem objął wykłady terapii ogólnej i receptury, a po otwarciu Uniwersytetu Warszawskiego profesorem farmakologii do 1887.

## Publikacje
- O cholerze w r. 1852, Warszawa, 1853
- Chemiczne sprawy żywotne, Warszawa, 1855
- Mechanika życia ludzkiego, czyli budowa ciała i sprawy żywotne, Warszawa, 1853[3]
- Poszukiwania patologiczne, czyli sposoby uskuteczniania ich przy łóżku chorego, Warszawa, 1857[4]
- Rys fizjologii ludzkiej o zmianie materii organicznej, Warszawa, 1863
- Receptura, czyli nauka pisania recept, Warszawa, 1866[5]